# Hanches
Hanches är en kommun i departementet Eure-et-Loir i regionen Centre-Val de Loire strax norr om centrala Frankrike. Kommunen ligger i kantonen Maintenon som tillhör arrondissementet Chartres. År 2022 hade Hanches 2 710 invånare.

## Befolkningsutveckling
Antalet invånare i kommunen Hanches
Referens:INSEE